# Nenad Lalatović
Nenad Lalatović (cyr. Heнaд Лaлaтoвић; ur. 22 grudnia 1977 w Belgradzie, Jugosławia) – serbski piłkarz, grający na pozycji obrońcy, reprezentant Jugosławii.

## Kariera piłkarska

### Kariera klubowa
Wychowanek klubu FK Crvena Zvezda Belgrad. W 1994 rozpoczął karierę piłkarską w OFK Beograd, do którego został wypożyczony. Potem grał na wypożyczeniu w FK Radnički Kragujevac i FK Milicionar Belgrad. W 1999 powrócił do Crvenej Zvezdy, w którym pełnił funkcje kapitana. W styczniu 2003 roku podpisał 3,5-letni kontrakt z ukraińskim Szachtarem Donieck, w którym występował do grudnia 2005. 31 grudnia 2004 został wypożyczony do niemieckiego VfL Wolfsburg. Nie rozegrał żadnego meczu latem 2004 powrócił do Szachtara. W listopadzie 2005 Ukraiński Związek Piłki Nożnej dyskwalifikował piłkarza na 12 miesięcy za atak na sędziego w meczu z Zorią Ługańsk. W grudniu 2005 Szachtar rozerwał kontrakt z piłkarzem. Na początku 2006 powrócił do Belgradu, gdzie został piłkarzem FK Zemun. Latem 2006 przeniósł się do innego serbskiego klubu OFK Beograd, w którym w 2007 zakończył karierę piłkarską.

### Kariera reprezentacyjna
13 grudnia 2000 debiutował w reprezentacji Jugosławii w meczu towarzyskim z Grecją (1:1).

## Sukcesy i odznaczenia

### Sukcesy klubowe
- mistrz Jugosławii: 2000, 2001
- wicemistrz Jugosławii: 2002
- zdobywca Pucharu Jugosławii: 2000, 2002
- mistrz Ukrainy: 2005
- wicemistrz Ukrainy: 2003
- zdobywca Pucharu Ukrainy: 2004
- finalista Pucharu Ukrainy: 2003
- zdobywca Superpucharu Ukrainy: 2005
- finalista Superpucharu Ukrainy: 2004